# Matt Welsh
Pour les articles homonymes, voir Welsh.
Matt Welsh (né à Melbourne le 18 novembre 1976) est un nageur australien, spécialiste du dos crawlé et du papillon.

## Palmarès

### Jeux olympiques d'été
- Jeux olympiques d'été de 2000 à Sydney  Australie
  -  médaille d'argent du 100 m dos (54 s 07)
  -  médaille d'argent du relais 4 × 100 m 4 nages (3 min 35 s 27) (Matthew Welsh~Regan Harrison~Geoff Huegill~Michael Klim)
  -  médaille de bronze du 200 m dos (1 min 57 s 59)

### Championnats du monde de natation
- Championnats du monde 1998 à Perth  Australie
  -  médaille d'or du relais 4 × 100 m 4 nages (3 min 37 s 98) (Matt Welsh~Phil Rogers~Michael Klim~Chris Fydler)
- Championnats du monde 2001 à Fukuoka  Japon
  -  médaille d'or du 100 m dos (54 s 31)
  -  médaille d'or du relais 4 × 100 m 4 nages (3 min 35 s 35) (Matt Welsh~Regan Harrison~Geoff Huegill~Ian Thorpe)
  -  médaille de bronze du 50 m dos (25 s 49)
- Championnats du monde 2003 à Barcelone  Espagne
  -  médaille d'or du 50 m papillon (23 s 43)
  -  médaille d'argent du 50 m dos (25 s 01)
  -  médaille d'argent du 100 m dos (53 s 92)
- Championnats du monde 2005 à Montréal  Canada
  -  médaille d'argent du 50 m dos (24 s 99)
- Championnats du monde 2007 à Melbourne  Australie
  -  médaille d'or du relais 4 × 100 m 4 nages (3 min 34 s 93) (Matt Welsh~Brenton Rickard~Andrew Lauterstein~Eamon Sullivan)

### Championnats du monde de natation en bassin de 25 m
- Championnats du monde 1999 à Hong Kong  Chine
  -  médaille d'or du relais 4 × 100 m 4 nages (3 min 29 s 88) (Matt Welsh~Philip Rogers~Michael Klim~Chris Fydler)
  -  médaille d'argent du 100 m dos (52 s 45)
  -  médaille de bronze du 50 m dos (24 s 70)
- Championnats du monde 2002 à Moscou  Russie
  -  médaille d'or du 50 m dos (23 s 66)
  -  médaille d'or du 100 m dos (51 s 26)
- Championnats du monde 2004 à Indianapolis  États-Unis
  -  médaille d'argent du 50 m dos (23 s 60)
  -  médaille d'argent du 100 m dos (51 s 04)
  -  médaille d'argent du 200 m dos (1 min 52 s 54)
  -  médaille d'argent du relais 4 × 100 m 4 nages (3 min 29 s 72) (Matt Welsh~Brenton Rickard~Andrew Richards~Andrew Mewing)
- Championnats du monde 2006 à Shanghai  Chine
  -  médaille d'or du 50 m dos (23 s 53)
  -  médaille d'or du 50 m papillon (23 s 05)
  -  médaille d'or du 100 m dos (51 s 09)
  -  médaille d'or du relais 4 × 100 m 4 nages (3 min 27 s 71) (Matt Welsh~Brenton Rickard~Adam Pine~Ashley Callus)
  -  médaille de bronze du 200 m dos (1 min 53 s 10)

### Championnats pan-pacifiques
- Championnats pan-pacifiques 1999 à Sydney  Australie
  -  médaille d'argent du 100 m dos (55 s 13)
- Championnats pan-pacifiques 2002 à Yokohama  Japon
  -  médaille d'argent du 200 m dos (1 min 57 s 69)
  -  médaille d'argent du relais 4 × 100 m 4 nages (3 min 34 s 84) (Matt Welsh~Jim Piper~Geoff Huegill~Ian Thorpe)